# Grayssas
Grayssas is een gemeente in het Franse departement Lot-et-Garonne (regio Nouvelle-Aquitaine) en telt 118 inwoners (1999). De plaats maakt deel uit van het arrondissement Agen.

## Geografie
De oppervlakte van Grayssas bedraagt 9,0 km², de bevolkingsdichtheid is 13,1 inwoners per km².
De onderstaande kaart toont de ligging van Grayssas met de belangrijkste infrastructuur en aangrenzende gemeenten.

## Demografie
Onderstaande figuur toont het verloop van het inwonertal (bron: INSEE-tellingen).